# 2. Landwehr-Division
Die 2. Landwehr-Division war ein Großverband der Preußischen Armee, ab 1917 dann ein Großverband der Württembergischen Armee im Ersten Weltkrieg.

## Gliederung

### Kriegsgliederung 1914
- 9. Königlich Bayerische Landwehr-Infanterie-Brigade
  - Königlich Bayerisches Landwehr-Infanterie-Regiment Nr. 6
  - Königlich Bayerisches Landwehr-Infanterie-Regiment Nr. 7
  - 1. Landwehr-Eskadron/III. Königlich Bayerisches Armee-Korps
  - 1. Landsturm-Batterie/III. Königlich Bayerisches Armee-Korps
- 43. gemischte Landwehr-Brigade
  - Landwehr-Infanterie-Regiment Nr. 32
  - Landwehr-Infanterie-Regiment Nr. 83
  - 1. Landwehr-Eskadron/XI. Armee-Korps
  - 1. Landwehr-Batterie/XI. Armee-Korps
  - 2. Landwehr-Batterie/XI. Armee-Korps
- 45. gemischte Landwehr-Brigade
  - Landwehr-Infanterie-Regiment Nr. 100
  - Landwehr-Infanterie-Regiment Nr. 102
  - Landwehr-Eskadron/XII. (I. Königlich Sächsisches) Armee-Korps
  - Landsturm-Batterie/XII. (I. Königlich Sächsisches) Armee-Korps
- 53. gemischte Landwehr-Brigade
  - Landwehr-Infanterie-Regiment Nr. 124
  - Landwehr-Infanterie-Regiment Nr. 125
  - 3. Landwehr-Eskadron/XIII. (Königlich Württembergisches) Armee-Korps
  - Landsturm-Batterie/XIII. (Königlich Württembergisches) Armee-Korps

### Kriegsgliederung 27. Mai 1918
- 54. (Württembergische) Landwehr-Infanterie-Brigade
  - Württembergisches Landwehr-Infanterie-Regiment Nr. 120
  - Württembergisches Landwehr-Infanterie-Regiment Nr. 122
  - Württembergisches Landwehr-Infanterie-Regiment Nr. 125
- 4. Eskadron/Ulanen-Regiment „König Wilhelm I.“ (2. Württembergisches) Nr. 20
- Württembergischer Artillerie-Kommandeur Nr. 148
  - Württembergisches Landwehr-Feldartillerie-Regiment Nr. 2
- Württembergisches Pionier-Bataillon Nr. 402
  - 1. Württembergische Landwehr-Pionier-Kompanie
  - 5. Württembergische Landwehr-Pionier-Kompanie
  - Württembergische Minenwerfer-Kompanie Nr. 302
  - Württembergischer Handscheinwerfertrupp Nr. 224
- Württembergischer Divisionsnachrichtenkommandeur Nr. 502
  - Württembergische Fernsprechabteilung Nr. 502
    - Württembergischer Feldsignaltrupp Nr. 268
    - Württembergischer Fernsignaltrupp Nr. 269
- Württembergische Sanitäts-Kompanie Nr. 572
- Württembergisches Landwehr-Feldlazarett Nr. 25
- Württembergisches Pferdelazarett Nr. 502
- Württembergische Divisions-Kraftwagen-Kolonne Nr. 772

## Gefechtskalender
Der Verband wurde nach Ausbruch des Ersten Weltkriegs zunächst als Höherer Landwehr-Kommandeur Nr. 2 gebildet und nach der Etatisierung in 2. Landwehr-Division umbenannt. Die Division war ausschließlich an der Westfront im Einsatz.

### 1914
- 22. bis 27. August --- Schlacht bei Longwy und am Othain-Abschnitt
- 28. August bis 1. September --- Schlacht um die Maasübergänge
- 6. bis 12. September --- Schlacht bei Vaubecourt-Fleury
- ab 13. September --- Stellungskämpfe um Verdun

### 1915
- Stellungskämpfe um Verdun

### 1916
- bis 20. Februar --- Stellungskämpfe um Verdun
- 21. Februar bis 9. September --- Schlacht um Verdun
- 9. September bis 31. März --- Stellungskämpfe vor Verdun
  - 28. Dezember --- Kämpfe auf dem Toten Mann

### 1917
- 1. April bis 3. September --- Stellungskämpfe vor Verdun
- 3. September bis 31. Dezember --- Stellungskämpfe in den Argonnen

### 1918
- 1. Januar bis 25. September --- Stellungskämpfe in den Argonnen
- 26. September bis 20. Oktober --- Abwehrschlacht in der Champagne und an der Maas
- 21. Oktober bis 11. November --- Stellungskämpfe in der Woëvre-Ebene und beiderseits der Mosel
- 12. November bis 4. Januar --- Rückmarsch durch Lothringen, die Rheinprovinzen und die Pfalz während des Waffenstillstands

## Kommandeure
| Dienstgrad                             | Name         | Datum                                |
| -------------------------------------- | ------------ | ------------------------------------ |
| Generalleutnant/General der Artillerie | Adolf Franke | 5. August 1914 bis 17. Dezember 1918 |